# 大日本帝国憲法第7条
大日本帝国憲法第7条（だいにほん/だいにっぽん ていこくけんぽう だい7じょう）は、大日本帝国憲法第1章にある、帝国議会の召集や開会などに関する、天皇の権限を記した条項である。
天皇による帝国議会の召集・開会等および衆議院解散等の権限に関する規定である。

## 現代風の表記
天皇は、帝国議会を召集し、その開会、閉会、停会及び衆議院の解散を命じる。